# Spathiphyllum floribundum
Espèce
Spathiphyllum floribundum est une espèce de plantes de la famille des Aracées originaire d'Amérique du Sud.